# Misty May-Treanor
Misty May-Treanor (Los Angeles, 30 juli 1977) is een voormalige volleyballer en beachvolleyballer uit de Verenigde Staten. Met Kerri Walsh won ze in het beachvolleybal bij drie opeenvolgende Olympische Spelen (2004, 2008 en 2012) en bij drie opeenvolgende wereldkampioenschappen (2003, 2005 en 2007) de gouden medaille. Daarnaast behaalde ze eenmaal de eindzege in de FIVB World Tour.

## Biografie

### Achtergrond
May groeide op in Costa Mesa in een gezin met twee broers. Haar vader, Bob May, maakte in 1968 deel uit van het Amerikaanse nationale volleybalteam en was een bekende beachvolleyballer. Haar moeder, speelde tennis op nationaal niveau, maar stapte later eveneens op beachvolleybal over. May speelde als kind met haar ouders regelmatig beachvolleybal bij de Santa Monica Pier. Op haar achtste deed ze met haar vader voor het eerst mee aan een volleybaltoernooi. Van 1991 tot 1995 bezocht May de Newport Harbor High School in Newport Beach, Orange County. Daarna volgde ze aan de California State University - Long Beach een studie kinesiologie, waarin ze in 1999 een Bachelor of Arts behaalde. Eind 2004 trouwde May met Matt Treanor, een honkballer die destijds bij de Florida Marlins speelde.

### Sportieve carrière

#### 1999 en met 2004
Na haar afstuderen in 1999 werd May opgenomen in het Amerikaanse nationale volleybalteam, waarmee ze dat jaar een bronzen medaille won op de Pan-Amerikaanse Spelen in Winnipeg. Ze verliet het team omdat ze geen plezier meer in volleybal beleefde en maakte hetzelfde jaar de overstap naar beachvolleybal. May debuteerde in Clearwater eerst in de binnenlandse AVP Tour met Valinda Roche. Vervolgens vormde ze een team met Holly McPeak. Eind 1999 werd het duo bij hun eerste internationale optreden in de FIVB World Tour in Salvador negende. Het seizoen daarop speelden ze negen FIVB-toernooien waarbij ze niet lager eindigde dan de vijfde plaats. Er werd tweemaal gewonnen (Chicago en Berlijn) en viermaal een tweede plaats behaald (Rosarito, Toronto, Gstaad en Dalian). Ze kwalificeerden zich daarmee voor de Olympische Spelen in Sydney.  May en McPeak bereikte daar een vijfde plaats nadat ze de kwartfinale verloren hadden van de Braziliaanse Sandra Pires en Adriana Samuel. Mogelijk speelde daarbij een blessure een rol, waarmee May al sinds haar studietijd te kampen had. Na afloop van de Spelen wonnen ze bovendien het toernooi van Fortaleza.
In 2001 eindigde May met McPeak als derde in Macau, waarna ze een team vormde met Kerri Walsh die de overstap naar het beachvolleybal maakte. Ze namen dat jaar deel aan zeven reguliere toernooien in de World Tour. Het tweetal behaalde een overwinning (Espinho), twee tweede plaatsen (Osaka en Hongkong) en een derde plaats (Gstaad). Bij de wereldkampioenschappen in Klagenfurt bereikten May en Walsh de achtste finale waar ze werden uitgeschakeld door het Chinese duo Chi Rong en Xiong Zi. Het jaar daarop haalden ze bij tien van de elf toernooien op mondiaal niveau de laatste vier en wonnen ze het eindklassement van de World Tour. Ze begonnen met zeges in Madrid en Gstaad, waarna een vierde plaats in Stavanger volgde. In Montreal werd vervolgens weer gewonnen en in Marseille eindigde het duo als tweede. Na een negende plaats in Rodos wonnen ze in Klagenfurt en werden ze derde in Osaka. In Maoming boekten het duo opnieuw een overwinning. Ze sloten het jaar af met twee tweede plaatsen in Mallorca en Vitória.
In 2003 wonnen May en Walsh elk van de acht toernooien in de AVP Tour waar ze aan deelnemen, waaronder het toernooi van Manhattan Beach. In de World Tour speelde het duo in aanloop naar de WK in Rio de Janeiro zeven wedstrijden. Ze behaalden vier zeges (Gstaad, Marseille, Klagenfurt en Los Angeles), een tweede (Stavanger), een derde (Rodos) en een vierde plaats (Berlijn). In Rio werden May en Walsh voor de eerste maal wereldkampioen nadat ze de titelhouders Adriana Behar en Shelda Bede in de finale versloegen. Het daaropvolgende seizoen vingen ze in de World Tour aan met drie overwinningen in Fortaleza, Rodos en Gstaad. In Berlijn eindigde het duo als zeventiende door een terugkerende blessure van May. In augustus namen May en Walsh desalniettemin deel aan de Olympische Spelen in Athene. Ze bereikten zonder setverlies de finale en werden olympisch kampioen door in de eindstrijd Behar en Shelda ook in twee sets te verslaan. In de binnenlandse competitie deed May verder mee aan tien toernooien – waarvan negen met Walsh – en behaalde ze in totaal zeven overwinningen.

#### 2005 tot en met 2012
In 2005 prolongeerden May en Walsh in Berlijn hun wereldtitel door de finale in twee sets van het Braziliaanse duo Larissa França en Juliana Felisberta da Silva te winnen. Bij de overige zes internationale toernooien behaalden ze vijf overwinningen (Espinho, Parijs, Klagenfurt, Salvador en Kaapstad) en een tweede plaats (Acapulco). In de AVP Tour nam het duo aan dertien toernooien deel waarvan er tien gewonnen werden; bij de overige drie eindigden ze als tweede. Het jaar daarop won May met Walsh dertien van de vijftien toernooien waar ze aan deelnamen in de binnenlandse competitie. Op mondiaal niveau speelden ze acht wedstrijden. Het tweetal behaalde drie zeges (Athene, Gstaad en Acapulco), twee tweede plaatsen (Modena en Parijs), twee derde plaatsen (Vitória en Phuket) en een vijfde plaats (Klagenfurt).

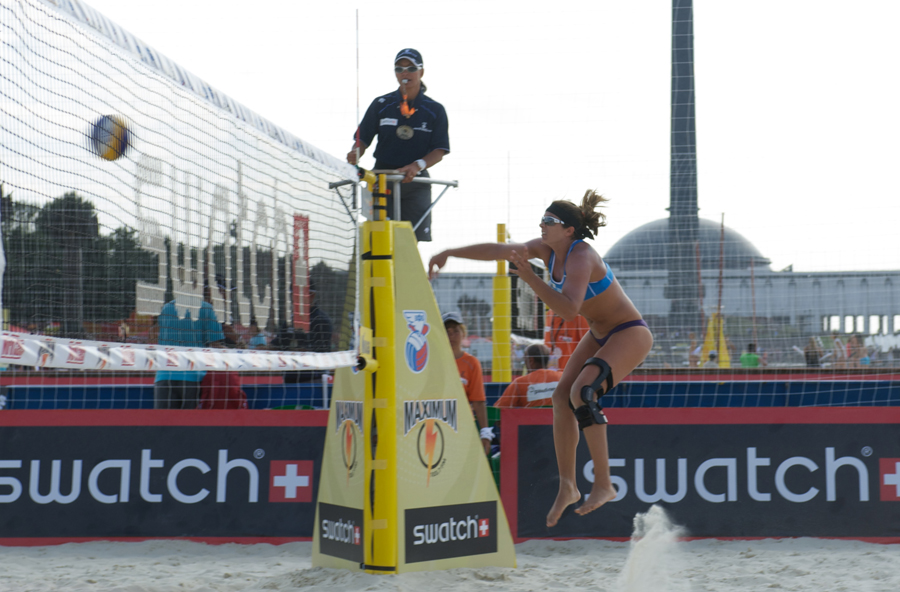
May in actie tijdens de Grand Slam in Moskou (2011)

May en Walsh wonnen in 2007 zes van de zeven wedstrijden in de World Tour; in Stavanger behaalden ze verder een derde plaats. Daarnaast werden ze in Gstaad voor de derde keer op rij wereldkampioen ten koste van het Chinese duo Tian Jia en Wang Jie. In de Amerikaanse competitie speelden ze vijftien wedstrijden samen, waarvan ze er dertien wonnen. Het daaropvolgende seizoen namen ze deel aan veertien AVP-toernooien en behaalden ze twaalf zeges. In de World Tour boekten ze drie overwinningen op rij (Berlijn, Parijs en Stavanger) in aanloop naar de Olympische Spelen in Peking. Daar wonnen May en Walsh opnieuw de gouden medaille door Tian Jia en Wang Jie in de finale in twee sets te verslaan. Na afloop van de Spelen nam May deel aan Dancing with the Stars waarbij ze haar achillespees blesseerde. Als gevolg van de blessure kwam ze in 2009 op één toernooi in de AVP Tour na niet in actie.
In 2010 speelde May samen met Nicole Branagh. Het tweetal nam deel aan negen toernooien in de World Tour en bereikte driemaal de halve finales. In Stavanger werden ze derde en in Shanghai en Rome eindigden ze als vierde. In de AVP Tour speelden ze zeven wedstrijden en behaalden ze twee overwinningen. Het jaar daarop vormde May weer een duo met Walsh. Ze speelden internationaal elf wedstrijden inclusief de WK in Rome, waar ze de finale verloren van Larissa en Juliana en genoegen moesten nemen met het zilver. Bij de overige tien toernooien behaalden ze drie overwinningen (Peking, Moskou en Klagenfurt) en drie tweede plaatsen (Brasilia, Åland en Den Haag). In 2012 speelden May en Walsh in aanloop naar de Olympische Spelen in Londen zes wedstrijden in de World Tour; ze behaalden een zege in Gstaad en een tweede plaats in Moskou. In Londen won het duo hun derde olympische titel door hun landgenoten April Ross en Jennifer Kessy in de finale te verslaan. Na afloop van de Spelen beëindigde May haar sportieve carrière.

## Palmares
Kampioenschappen
- 2000: 5e OS
- 2001: 9e WK
- 2003:  WK
- 2004:  OS
- 2005:  WK
- 2007:  WK
- 2008:  OS
- 2011:  WK
- 2012:  OS

FIVB World Tour
- 2000:  Rosarito Open
- 2000:  Toronto Open
- 2000:  Gstaad Open
- 2000:  Grand Slam Chicago
- 2000:  Berlijn Open
- 2000:  Dalian Open
- 2000:  Fortaleza Open
- 2001:  Macau Open
- 2001:  Gstaad Open
- 2001:  Espinho Open
- 2001:  Osaka Open
- 2001:  Hongkong Open
- 2002:  Madrid Open
- 2002:  Gstaad Open

- 2002:  Montreal Open
- 2002:  Grand Slam Marseille
- 2002:  Grand Slam Klagenfurt
- 2002:  Osaka Open
- 2002:  Maoming Open
- 2002:  Mallorca Open
- 2002:  Vitória Open
- 2002:  FIVB World Tour
- 2003:  Rodos Open
- 2003:  Gstaad Open
- 2003:  Stavanger Open
- 2003:  Grand Slam Marseille
- 2003:  Grand Slam Klagenfurt
- 2003:  Grand Slam Los Angeles
- 2004:  Fortaleza Open
- 2004:  Rodos Open
- 2004:  Gstaad Open
- 2005:  Espinho Open
- 2005:  Grand Slam Parijs
- 2005:  Grand Slam Klagenfurt
- 2005:  Salvador Open
- 2005:  Acapulco Open
- 2005:  Kaapstad Open
- 2006:  Modena Open
- 2006:  Athene Open

- 2006:  Grand Slam Gstaad
- 2006:  Grand Slam Parijs
- 2006:  Vitória Open
- 2006:  Acapulco Open
- 2006:  Phuket Open
- 2007:  Grand Slam Parijs
- 2007:  Grand Slam Stavanger
- 2007:  Montreal Open
- 2007:  Grand Slam Berlijn
- 2007:  Grand Slam Klagenfurt
- 2007:  Fortaleza Open
- 2007:  Phuket Open
- 2008:  Grand Slam Berlijn
- 2008:  Grand Slam Parijs
- 2008:  Grand Slam Stavanger
- 2010:  Grand Slam Stavanger
- 2011:  Brasilia Open
- 2011:  Grand Slam Peking
- 2011:  Grand Slam Moskou
- 2011:  Grand Slam Klagenfurt
- 2011:  Åland Open
- 2011:  Den Haag Open
- 2012:  Grand Slam Moskou
- 2012:  Grand Slam Gstaad